# La Cenerentola
La Cenerentola (Assepoester) is een opera van het genre 'vrolijk drama' in twee bedrijven van de componist Gioachino Rossini (1792-1868).
Het libretto werd geschreven door Jacopo Ferretti, naar het sprookje Cendrillon van Charles Perrault. Feretti's libretto was echter vooral geïnspireerd door twee kort daarvoor gecomponeerde opera's gebaseerd op het Assepoester-verhaal: Cendrillon van Nicolas Isouard (1810, libretto van Charles-Guillaume Étienne) en Agatina, o la virtù premiata van Stefano Pavesi (1814, libretto van Francesco Fiorini). De namen van de meeste personages zijn afkomstig uit de laatste opera. 
De eerste opvoering vond plaats in Rome (Teatro Valle) op 25 januari 1817.

## Dramatis personae
| rol                                                                  | stem                       | eerste cast (25 januari 1817, dirigent: Gioachino Rossini |
| -------------------------------------------------------------------- | -------------------------- | --------------------------------------------------------- |
| Angiolina/La Cenerentola/Assepoester, stiefdochter van Don Magnifico | contra-alt of mezzosopraan | Gertrude Righetti                                         |
| Don Ramiro, prins van Salerno                                        | tenor                      | Giacomo Guglielmi                                         |
| Dandini, bediende van de prins                                       | bariton                    | Giuseppe de Begnis                                        |
| Don Magnifico, baron van Montefiascone                               | bas                        | Andrea Verni                                              |
| Clorinda, oudste dochter van don Magnifico                           | sopraan                    | Caterina Rossi                                            |
| Tisbe, jongste dochter van don Magnifico                             | mezzo-soprano              | Teresa Mariani                                            |
| Alidoro, filosoof en voormalig leraar van don Ramiro                 | bas                        | Zenobio Vitarelli                                         |
| Paleispersoneel van de prins                                         | tenoren, bassen            | tenoren, bassen                                           |

## Synopsis
In deze variatie van het sprookje is de stiefmoeder vervangen door een stiefvader (don Magnifico, baron van Montefiascone), de fee door een filosoof en leraar van de prins (don Alidoro). Assepoester wordt niet herkend door een glazen muiltje, maar door een armband. De bovennatuurlijke elementen van het sprookje werden verwijderd van het libretto, omdat deze moeilijk te realiseren waren op een podium.
Tijdsperiode: late 18e - begin 19e eeuw
Plaats: Salerno, Italië

### In een kamer in het kasteel van de baron van Montefiascone
Zijn twee dochters, Clorinda en Tisbe, zijn zeer ingenomen met zichzelf: Clorinda doet wat danspasjes terwijl Tisbe zichzelf bewondert in de spiegel. Ze vinden zichzelf geweldig! Hun stiefzus, Angiolina, bekend als Assepoester (Cenerentola), blaast het vuur aan met een blaasbalg om koffie voor hen te zetten. Zij wordt gebruikt als meid voor alle werk. Om zichzelf wat op te vrolijken zingt ze een liedje over een koning die een vrouw zoekt; hij ontmoet drie kandidaten, en kiest een lieve vrouw, boven een mooie en een rijke dame (Una volta c'era un re). Haar stiefzussen haten dit liedje en willen dat ze hiermee stopt. 
Plots volgt er een klop op de deur; Assepoester doet open en het blijkt een bedelaar te zijn (Un tantin di carità). In feite is het Alidoro die in naam van de prins don Ramiro een geschikte vrouw tracht te vinden voor de prins. Clorinda en Tisbe willen hem de deur wijzen, maar de goedhartige Assepoester geeft hem wat brood en koffie. Net voordat Clorinda en Tisbe Assepoester hiervoor een schrobbering  willen geven, komen bedienden van de prins met de aankondiging van de komst van de prins, die de lieftallige dochters van don Magnifico komt uitnodigen voor een bal waarop de prins zijn bruid gaat kiezen (O figlie amabili).
Clorinda en Tisbe beginnen dadelijk bevelen te roepen naar Assepoester om hun fijnste spullen te gaan halen. Ondertussen kibbelen beide zusters over wie het goede nieuws aan hun vader mag gaan vertellen. Verstoord door het kabaal verschijnt don Magnifico mopperend aan zijn kamerdeur: zijn beide dochters hebben hem gewekt uit een zeer aangename droom waarin het geluk heb toelacht: zijn dochters zullen koningen huwen, waardoor zijn belang en invloed in de wereld zal stijgen (Miei rampolli femminini). Zodra Clorinda en Tisbe hun vader vertellen van de op handen zijnde komst van Don Ramiro (en de reden daarvoor) dringt don Magnifico er op aan dat ze al hun vrouwelijkheid moeten aanwenden om de prins te veroveren. Alle drie trekken zich terug in hun kamer.
Don Ramiro komt - verkleed als zijn eigen bediende - aarzelend binnen. Alidoro vertelt don Ramiro dat er zich in het huishouden van de baron een waarlijke diamant te vinden is (Tutto è deserto)! De binnenkomende Assepoester is zo geschrokken dat ze een kopje laat vallen (Una volta c'era). Zodra ze de bevelende stemmen van Clorinda en Tisbe hoort, doet ze haar beklag over haar armzalig lot aan de verklede prins. Hierdoor krijgen ze nog meer affectie voor elkaar (Un soave non so che). Ramiro vertelt aan de binnenkomende baron, dat de prins snel zal komen. Hierop snelt de baron naar zijn dochters om hen hierover in te lichten. Dandini (als de prins verkleed) komt vervolgens binnen met zijn hofhouding die hem aanmaant om haast te maken met de keuze van een vrouw, om het uitsterven van zijn koninklijke bloedlijn te verhinderen. In een cavatina klaagt de verklede Dandini, dat hij weinig succes heeft in het vinden van een geschikte vrouw en spoedig zal onterfd worden (Scegli la sposa... Come un'ape). Clorinda, Tisbe en Magnifico zijn overdonderd door de grote eer die hen toebedeeld werd, waarop Dandini hen complimentjes maakt. Clorinda en Tisbe zijn er reeds van overtuigd dat ze Magnifico hebben ingepalmd. 
Terwijl Clorinda en Tisbe reeds op weg gaan naar het kasteel van don Ramiro, kibbelen Assepoester en don magnifico over het feit dat de baron haar verbiedt naar het bal te gaan, vermits ze - volgens hem - in de keuken thuis hoort (Signore, una parola). De scène is onderbroken door het binnenstormen van Alidoro, die een lijst heeft van huwbare dames; hij vraagt om de derde dochter van Don Magnifico te zien. De baron evenwel, zweert dat ze dood is. Als Assepoester dit ontkent, dreigt hij haar te doden (Nel volto estatico). Uiteindelijk vertrekt iedereen - behalve Assepoester - naar het kasteel van don Ramiro.
Alidoro  komt enkele ogenblikken later terug als bedelaar bij Assepoester en verblijdt haar door haar 'dochter' te noemen en te beweren dat ze wel degelijk naar het prinsenbal kan gaan.

### In het kasteel van don Ramiro
Terwijl Dandini en de baron over wijn praten in de kelders van het kasteel, maakt de prins gebruik van zijn afwezigheid om zijn aandacht te richten op Clorinda en Tisbe, die beiden strijden om zijn uitverkorene te worden. De prins laat hen beiden geloven dat ze de voorkeur zullen krijgen. Een reeds zwaar aangeschoten baron schuift samen met de anderen aan aan het banket. De terugkerende Ramiro en Dandini bespreken de kwestie van Clorinda en Tisbe ; Dandini schetst een weinig flatterend beeld van beide zussen, waarop Ramiro niet kan begrijpen waarom Alidoro erop aandrong dat een van de dochters van de baron zijn bruid is waar hij zo naar smacht. De prins laat de beide zussen ontbieden, en Dandini legt uit dat de prins maar met een van beide kan trouwen... de andere wordt ten huwelijk gegevens aan de bediende van de prins. De zussen zijn verontwaardigd dat een van hen zal moeten trouwen met een gewone man.
Alidoro verschijnt met de aankondiging dat er een onbekende gesluierde dame is aangekomen. Tot verbijstering van Clorinda en Tisbe komt Assepoester binnen en begeestert iedereen met haar woorden  en - nadat er haar gevraagd wordt de sluier weg te nemen - met haar oogverblindende schoonheid. Don Magnifico maant iedereen aan tafel (Signor... Altezza,è in tavola). Don Magnifico en zijn beide dochters trachten zichzelf te overtuigen van het feit dat deze dame zo hard op Assepoester lijkt, louter berust op het toeval. Dandini laat iedereen plaatsnemen en zegt dat de bruid, na het souper, op het bal bekendgemaakt zal worden.

### Tweede bedrijf

#### In het kasteel van don Ramiro
Niettegenstaande de verwarring die de onbekende dame heeft veroorzaakt, is don Magnifico ervan overtuigd dat een van zijn dochters weldra de troon zal bestijgen, en hijzelf zeer invloedrijk zal worden (Sia qualunque delle figlie). Terwijl Ramiro nadenkt over de overeenkomst tussen de bediende die hij die ochtend ontmoet heeft bij de baron en deze mysterieuze dame, komt Assepoester dichterbij, met Dandini op haar hielen (die zelf ook reeds behoorlijk verliefd is op Assepoester). Ramiro hoort Assepoester zeggen dat zij meer van de prins houdt dan van hem. Een overgelukkige Ramiro komt tevoorschijn. Assepoester verkondigt dat liefde en deugdzaamheid het enige is wat telt voor haar, terwijl rang en rijkdom haar niets zeggen. Toch geeft ze zich niet dadelijk gewonnen: terwijl ze hem een armband geeft, zegt ze dat Ramiro haar moet zoeken, en weet dat hij haar gevonden heeft als de armband overeenkomt met die op haar andere arm. Daarop verlaat ze het kasteel. 
Ramiro wil geen moment verliezen in zijn zoektocht en eist dat de paarden dadelijk in gereedheid moeten gebracht worden om zijn zoektocht aan te vatten (Si, ritrovarla io giuro).
Weifelend geeft Dandini toe aan de baron dat de prins en hij elkaars vermommingen waren... tot vruchteloze ergernis van don Magnifico.

#### In dezelfde kamer in het kasteel van de baron, waar de opera begon
We zien Assepoester in haar vertrouwde omgeving terwijl ze dromerig naar haar armband staart, waarvan de prins de andere heeft ontvangen. Daarop komen de baron en zijn twee dochters terug in een zeer slecht humeur.
Een storm breekt los, het geluid van een koets die een ongeluk krijgt is te horen. Even nadien smeken Dandini en Ramiro om binnen te mogen schuilen. Ze zijn verbaasd don Magnifico te herkennen. De baron is er nu van overtuigd dat de prins gekomen is om een van zijn dochters te kiezen en laat Assepoester een stoel brengen voor de gast. De prins merkt de armband aan haar arm en tot grote verbazing van Clorinda, Tisbe en don Magnifico verklaart Ramiro zijn liefde voor Assepoester. Ze probeert zich nog te verzoenen met haar familie, maar die weigert dat. Ten slotte leidt de prins Assepoester weg, terwijl Alidoro Clorinda en Tisbe berispt voor hun onverzettelijke houding tegenover hun stiefzus. Alidoro prijst zich gelukkig en is zeer tevreden dat zijn plan gelukt is.

#### In de troonzaal van don Ramiro's kasteel
De hovelingen bezingen de triomf van de liefde over de arrogantie (Della Fortuna instabile). Assepoester kan nauwelijks de wisseling van haar kansen bevatten (Sposa ... Signore, perdona). Don Magnifico smeekt uiteindelijk om vergiffenis ; Assepoester is verheugd om haar stiefvader en haar beide stiefzusters te omhelzen (Nacqui all' affanno). Het verleden is vergeten en Assepoester bezingt haar geluk (Non più mesta). Alle aanwezigen loven Assepoesters geluk.

## Opnames
- La Cenerentola - highlights, Orchestra e coro del Teatro Comunale di Bologna, dir. Riccardo Chailly, cd, 1993, The Deca Record Company Limited, London (Cat: 436 909-2)

La cambiale di matrimonio (1810) · L'equivoco stravagante (1811) · L'inganno felice (1812) · Ciro in Babilonia (1812) · La scala di seta (1812) · Demetrio e Polibio (1812) · La pietra del paragone (1812) · L'occasione fa il ladro (1812) · Il signor Bruschino (1813) · Tancredi (1813) · L'italiana in Algeri (1813) · Aureliano in Palmira (1813) · Il turco in Italia (1814) · Sigismondo (1814) · Elisabetta, regina d'Inghilterra (1815) · Torvaldo e Dorliska (1815) · Il barbiere di Siviglia (1816) · La gazzetta (1816) · Otello (1816) · La Cenerentola (1817) · La gazza ladra (1817) · Armida (1817) · Adelaide di Borgogna (1817) · Mosè in Egitto (1818) · Ricciardo e Zoraide (1818) · Adina (1818) · Ermione (1819) · Eduardo e Cristina (1819) · La donna del lago (1819) · Bianca e Falliero (1819) · Maometto II (1820) · Matilde di Shabran (1821) · Zelmira (1822) · Semiramide (1823) · Ugo, re d'Italia (1824) · Il viaggio a Reims (1825) · Le siège de Corinthe (1826) · Ivanhoé (1826) · Moïse et Pharaon (1827) · Le comte Ory (1828) · Guillaume Tell (1829)